# Frías de Albarracín
Frías de Albarracín (aragónul Fridas d'Albarracín) település Spanyolországban, Teruel tartományban. Frías de Albarracín Albarracín községgel határos. Lakosainak száma 112 fő (2024).

## Népesség
A település népessége az utóbbi években az alábbiak szerint változott:
| Lakosok száma | 156  | 164  | 175  | 163  | 151  | 144  | 125  | 115  | 105  | 112  |
|               | 2001 | 2004 | 2007 | 2009 | 2012 | 2014 | 2017 | 2019 | 2022 | 2024 |